# Drowse
"Drowse" (Español: "Dormitar") es una canción por la banda de rock británica Queen. Escrita por el baterista Roger Taylor, es la novena canción del álbum de 1976, A Day at the Races. Más tarde apareció como el lado B del sencillo "Tie Your Mother Down" en los Estados Unidos en 1977.
La canción nunca fue interpretada en vivo, pero fue practicada por Queen + Adam Lambert antes de su concierto, Rock Big Ben Live.

## Composición
"Drowse" es un número de Taylor influenciado en la psicodelia. La canción tiene una métrica de 6/8 y se puede apreciar a Taylor tocando la guitarra rítmica, los timbales, además de cantar las voces principales. Brian May tocó el Slide, una técnica de guitarra durante está canción y "Tie Your Mother Down" (el segundo solo de guitarra en medio de la canción). La canción de Taylor del anterior álbum, "I'm in Love with My Car" también está en 6/8.

## Otros lanzamientos
- La canción fue publicado como lado B del lanzamiento en Estados Unidos de "Tie Your Mother Down" en marzo de 1977.[2]
- La canción aparece en el álbum compilatorio de 2014, Queen Forever.[4][5]

## Créditos
Queen
- Roger Taylor – voz principal, batería, timbal, guitarra rítmica
- Brian May – guitarra acústica, slide guitar
- John Deacon – bajo eléctrico